# Leandro Fonseca
Leandro Fonseca (Jaboticabal, Brasil, 14 de febrero de 1975) es un exfutbolista brasileño. Juega de delantero y su primer equipo fue FC Carl Zeiss Jena.
- Datos: Q706390